# Ragnhild
Ragnhild je ženské křestní jméno severského původu. Pochází z germánského slova ragn "rada", "rozhodnost" (raʒina); regin, ragin "rada", "rozhodnost", "moc", "síla" (ve smyslu od Bohů) a hild "boj", "bitva". Vykládá se tedy jako Božská rada, Síla Bohů 

## Známé nositelky
- Ragnhild z Tälje († 1117), švédská světice
- Ragnhild Norská (1930-2012), norská princezna, dcera Marty Švédské

- Ragnhild, dcera Amlaíba mac Sitriuca Dublinského a matka Gruffudda ap Cynana z Gwyneddu
- Ragnhild Eriksdotter (zemřela přibližně v roce 984)
- Ragnhild Femsteineviková (*1995), norská biatlonistka
- Ragnhild Gudbrandsen, herečka
- Ragnhild Haga, norská běžkyně na lyžích
- Ragnhild Mowinckel, norská alpská lyžařka
- Ragnhild, dcera fiktivní postavy archeologa z filmu Gäten Ragnarök